# Kenya Navy
La Kenya Navy è l'attuale marina militare del Kenya, ed assieme al Kenya Army (esercito) e Kenya Air Force (aeronautica militare) compone le Kenyan Armed Force, ovvero le forze armate keniote.

## Storia
La marina keniota è stata fondata nel 1964, un anno dopo l'indipendenza del Kenya, raccogliendo l'eredità della Royal East African Navy. Dopo tre comandanti provenienti dalla Royal Navy, nel 1972 il neopromosso tenente colonnello JCJ Kimaro ne assunse il comando come primo comandante keniota. I gradi della forza armata ricalcano quelli delle truppe di terra piuttosto che i tradizionali gradi della marina.

## Unità

### Flotta attuale

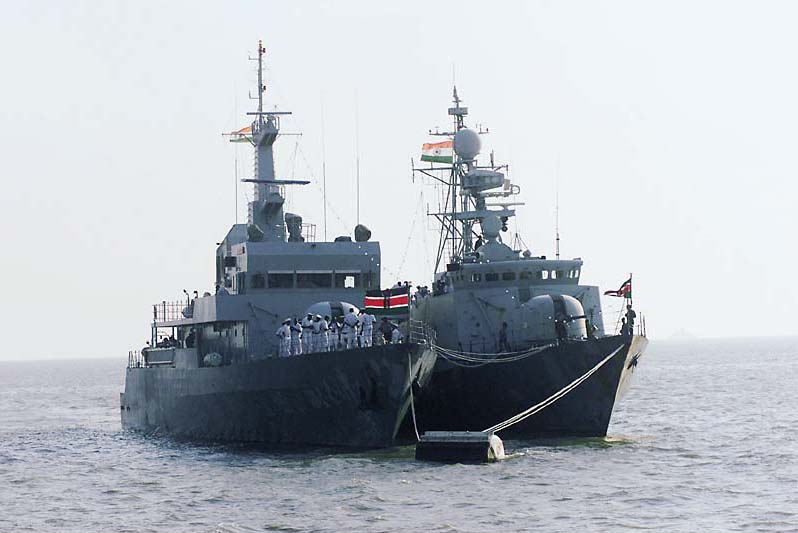
Le KNS Shujaa e KNS Nyayo Durante la International Fleet Review in India.

- Madaraka Class small missile boats  Regno Unito
  - P3100 KNS Mamba - classificato come Mamba Class
  - Per altre tre navi vedere la Classe Madaraka

La classe fu costruita negli anni 1974-1976 (Il Mamba fu consegnato nel 1976 e costruita dalla Brooke Marine insieme alle altre unità della classe) La KNS Mamba ha il sistema lanciamissili non funzionante ed è attualmente utilizzata come Offshore Patrol Vessel, mentre il resto della classe è stato radiato ed è in stato di riserva La nave è armata con 4 missili superficie - superficie Gabriel, 1 un cannone binato da 30 mm AA.